# Teorema de Bayes

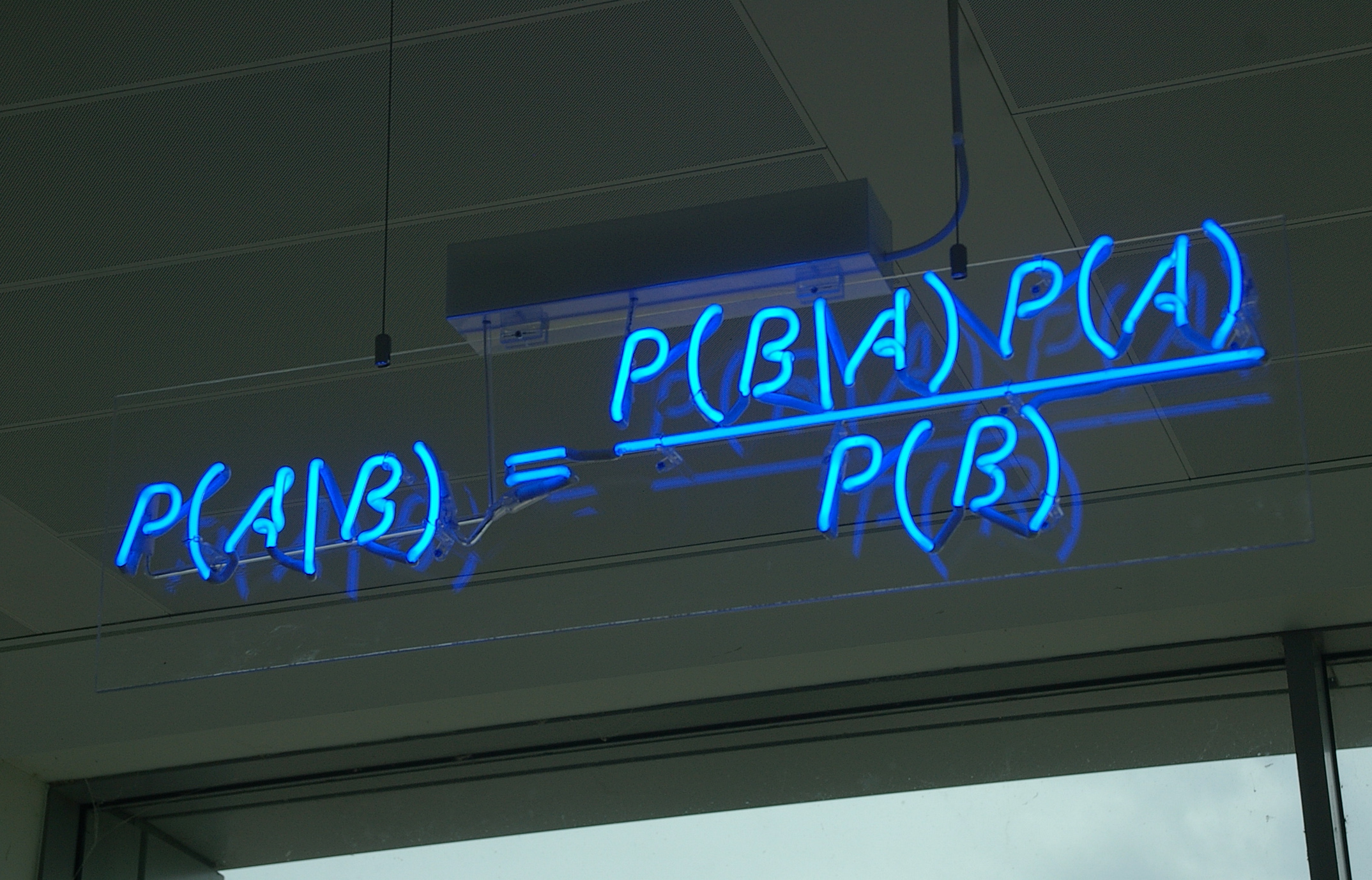
Un rètol de neó, que mostra l'enunciat del teorema de Bayes

En la teoria de probabilitat, el teorema de Bayes és una proposició plantejada pel filòsof anglès Thomas Bayes el 1763 que expressa la probabilitat condicional d'un esdeveniment aleatori A donat B en termes de distribució de probabilitat condicional de l'esdeveniment B donat A i la distribució de probabilitat marginal de l'esdeveniment A.
En termes més generals, el teorema de Bayes és de gran rellevància perquè vincula probabilitat de l'esdeveniment A donat B amb la probabilitat de B donat A. Per exemple, sabent la probabilitat de tenir un maldecap si es té la grip, es podria saber (si es disposa d'algunes dades addicionals) la probabilitat de tenir la grip si es té un maldecap.

## Teorema
Sigui {\displaystyle \{A_{1},A_{2},\dots ,A_{n},\dots \}} un conjunt finit o infinit numerable d'esdeveniments mútuament exclusius i exhaustius, i tals que la probabilitat de cada un d'ells és diferent de zero, és a dir,
1. {\displaystyle \Omega =\bigcup _{n}A_{n}.}
2. {\displaystyle {\text{Per tot }}n,\ A_{n}\in {\mathcal {A}}.}
3. Si {\displaystyle n\neq m}, {\displaystyle A_{n}\cap A_{m}=\emptyset }
4. {\displaystyle {\text{Per tot }}n,\ \mathbb {P} (A_{n})>0.}

Sigui {\displaystyle B} un esdeveniment qualsevol amb {\displaystyle P(B)>0} del qual es coneix la probabilitat condicionada {\displaystyle P(B|A_{i})}. Llavors, la probabilitat {\displaystyle P(A_{i}|B)} és donada per l'expressió:
{\displaystyle P(A_{i}\,|\,B)={\frac {P(B\,|\,A_{i})P(A_{i})}{P(B)}}.}
Aquesta fórmula permet calcular la probabilitat condicional {\displaystyle P(A_{i}|B)} a partir de la probabilitat condicional {\displaystyle P(B\,|\,A_{i})} i s'anomena fórmula d'inversió de condicions.
Prova. S'aplica dos cops la definició de probabilitat condicionada: {\displaystyle P(A_{i}\,|\,B)={\frac {P(A_{i}\cap B)}{P(B)}}={\frac {P(B\,|\,A_{i})\,P(A_{i})}{P(B)}}.}

## Fórmula de Bayes
Aplicant el teorema de les probabilitat totals s'obté la fórmula o regla de Bayes:
{\displaystyle P(A_{i}\,|\,B)={\frac {P(B\,|\,A_{i})P(A_{i})}{\sum _{k}P(B\,|\,A_{k})P(A_{k})}}.}
Les probabilitats {\displaystyle P(A_{1}),P(A_{2}),\dots ,} s'anomenen les probabilitats a priori; {\displaystyle P(B|A_{k})} és la probabilitat de {\displaystyle B} donada la hipòtesi {\displaystyle A_{k}}. Les probabilitats {\displaystyle P(A_{1}\,|\,B),\,P(A_{2}\,|\,B),\dots ,} s'anomenen probabilitats a posteriori. Aquesta fórmula permet calcular la probabilitat a posteriori {\displaystyle P(A_{i}|B)} a partir de les probabilitats a priori i de les probabilitats de {\displaystyle B} sota les diferents hipòtesis: {\displaystyle P(B\,|\,A_{1}),\,P(B\,|\,A_{2}),\dots } La fórmula "ha originat moltes especulacions filosòfiques i controvèrsies".

## Formes alternatives del teorema de Bayes

### Teorema de Bayes per a funcions de densitat de probabilitat
Existeix una versió del teorema de Bayes que pot aplicar-se a variables aleatòries contínues.
Derivar aquesta forma del teorema és més complex matemàticament,
però l'expressió del teorema és tan senzilla com la presentada anteriorment:
{\displaystyle f(x|y)={\frac {f(x,y)}{f(y)}}={\frac {f(y|x)\,f(x)}{f(y)}}\!}
També podem expressar el teorema de la següent manera:
{\displaystyle f(x|y)={\frac {f(y|x)\,f(x)}{\int _{-\infty }^{\infty }f(y|x)\,f(x)\,dx}}.\!}
La nomenclatura és la següent: f(x, y) és la funció de densitat 
conjunta de X i Y,
f(x|y) és la densitat de X condicional a Y=y
(de vegades també anomenada com a distribució a posteriori de X),
f(y|x) = 
i f(x) i f(y) són les funcions de densitat marginals 
d'X i Y respectivament
(de vegades f(x) s'anomena la distribució a priori d'X).
En la nomenclatura anterior s'abusa lleugerament de la notació, donat que s'empra emprat f per a tots aquests termes, tot i que cadascun en realitat és una funció diferent. Les funcions es poden distingir fàcilment pel nom dels seus arguments.

### Teorema de Bayes emprant derivades de Radon-Nykodim
Existeix una versió general del teorema de Bayes que és vàlid
per variables aleatòries contínues i discretes, així com per qualsevol
dues variables per les quals disposem de la derivada de Radon-Nykodim
de la seva distribució de probabilitat respecte a una mesura sigma-finita.
Sigui {\displaystyle P_{X}} la mesura de probabilitat de X,
{\displaystyle \mu _{X}} una mesura sigma-finita que domina a {\displaystyle P_{X}},
i anomenem
{\displaystyle f_{X}={\frac {dP_{X}}{d\mu _{X}}}} a la derivada de Radon-Nykodim
de {\displaystyle P_{X}} respecte a {\displaystyle \mu _{X}}.
Definim de forma anàloga {\displaystyle P_{Y}}, {\displaystyle \mu _{Y}} i
{\displaystyle f_{Y}={\frac {dP_{Y}}{d\mu _{Y}}}}.
Considerem la mesura de probabilitat conjunta per a (X,Y),
que està dominada per la mesura producte {\displaystyle \lambda =\mu _{X}\times \mu _{Y}},
i anomenem {\displaystyle f_{(X,Y)}={\frac {dP_{(X,Y)}}{d\lambda }}}.
Aleshores la derivada de Radon-Nykodim de la mesura de probabilitat
de X condicional a la sigma-algebra originada per,
{\displaystyle f_{(X|Y)}={\frac {dP_{(X|Y)}}{d\mu _{X}}}},
satisfa:
{\displaystyle f_{(X|Y)}={\frac {f_{(X,Y)}}{f_{Y}}}}.
Si tant X com Y són variables aleatòries discretes, aquesta fórmula és equivalent
a la versió original del teorema de Bayes.
Si tant X com Y són variables aleatòries contínues, aquesta fórmula és equivalent
a la versió del teorema per a funcions de densitat de probabilitat
presentada anteriorment.
Tanmateix, aquesta versió és més general i pot aplicar-se, per exemple, quan X és
contínua i Y és discreta.
Aquesta versió del teorema pot generalitzar-se en cas de tenir més de dues variables
aleatòries. De fet, la generalització és directa: tan sols cal considerar que X i Y
són vectors aleatoris en lloc de variables aleatòries.
Com que les versions presentades anteriorment són casos particulars,
també es poden generalitzar de forma directa en cas de tenir més de dues
variables aleatòries.

## Exemples

### Càncer als 65 anys
Suposem que es vol saber la probabilitat de tenir càncer d'una persona de qui no es disposa cap informació. Tot i no saber res sobre la persona, se li pot assignar una probabilitat basant-se en la prevalència general del càncer (en aquest exemple, aquesta probabilitat és suposada de l'1%). Aquesta probabilitat és la probabilitat a priori de tenir càncer, on "priori" fa referència al temps previ al plantejament del cas particular.
A continuació, suposem que es descobreix que la persona té 65 anys. Si assumim que el càncer i l'edat són fenòmens relacionables, aquesta informació nova pot utilitzar-se per avaluar la probabilitat de tenir càncer. Concretament, volem obtenir la probabilitat que una persona tingui càncer quan se sap que té 65 anys. Aquesta quantitat es coneix com la probabilitat actual, on "actual" fa referència al moment en què es descobreix aquesta nova informació.
Per a aplicar el coneixement d'aquesta nova informació en conjunció amb el teorema de Bayes, són necessàries dues dades addicionals, les quals no són específiques d'aquesta persona. La informació necessària és:
1. La probabilitat de tenir 65 anys. Suposem que és del 0,2%.
2. La probabilitat que una persona amb càncer tingui 65 anys. Suposem que és del 0,5%.

Amb aquesta informació i la probabilitat base es pot calcular la probabilitat que una persona que té 65 anys tingui càncer:

{\displaystyle 0,5\%\div 0,2\%*1\%=2.5\%}

Tot i tenir 65 anys, la probabilitat és relativament baixa, ja que la probabilitat base (prevalència) del càncer és baixa. Això il·lustra tant la importància de la probabilitat base, fet que a vegades fa que es neglecti. Ometre la probabilitat base té com a conseqüència la malinterpretació d'estadístiques. La familiarització amb el teorema de Bayes és una manera de combatre la tendència natural de negligir les probabilitats base.

## Ús
El teorema de Bayes és vàlid en totes les aplicacions de la teoria de la probabilitat. No obstant, existeix controvèrsia sobre el tipus de probabilitats que fa servir. En essència, els acadèmics de l'estadística tradicional admeten probabilitats basades en experiments repetibles i avalats per una confirmació empírica únicament, mentre que els anomenats "estadistes bayesians" treballen també amb probabilitats subjectives.
El teorema pot utilitzar-se per indicar com han de modificar-se les probabilitats subjectives quan es disposa d'informació addicional d'un experiment.

## Aplicacions
Una aplicació quotidiana del teorema de Bayes són els classificadors bayesians són els filtres de correu brossa.
Els classificadors bayesians són emprats en l'aprenentatge automàtic i la mineria de dades.